# 730
Évszázadok: 7. század – 8. század – 9. század
Évtizedek: 680-as évek – 690-es évek – 700-as évek – 710-es évek – 720-as évek – 730-as évek – 740-es évek – 750-es évek – 760-as évek – 770-es évek – 780-as évek
Évek: 725 – 726 – 727 – 728 –  729 – 730 – 731 – 732 – 733 – 734 – 735

## Események

### Európa
- III. León bizánci császár kihirdeti, hogy az ikonoklasztázia (képrombolás) a birodalom hivatalos vallási irányzata és elrendeli a templomok ikonjainak megsemmisítését. I. Germanosz konstantinápolyi pátriárka nem hajlandó támogatni a császár törekvéseit és lemond (vagy lemondatják). Helyét Anasztasziosz veszi át.
- Itáliában Tiberius Petasius fellázad a képromboló császár ellen. Eutükhiosz ravennai kormányzó II. Gergely pápával közösen (aki ellenzi León teológiai újításait, de fontosnak ítéli az itáliai rend fenntartását) leverik a felkelést, Tiberius fejét pedig elküldik Konstantinápolyba.
- Martell Károly frank majordomus hadjáratot indít a függetlenedő alemannok ellen, megöli hercegüket, Lantfridot és meghódoltatja őket.

### Omajjád Kalifátus
- Az arabok elfoglalják és kifosztják a kappadókiai Kharszianon városát.
- Bardzsik kazár fejedelem betör Azerbajdzsánba, Ardabil mellett nagy győzelmet arat az arabok felett (állítólag 20 ezer muszlim esik el és kétszer annyi fogságba esik; vezérük, al-Dzsarráh ibn Abdalláh fejét Bardzsik a trónjára erősíti) és elfoglalja a várost.

## Halálozások
- Corbinianus, frank püspök
- Lantfrid, alemann herceg
- Tiberius Petasius, itáliai trónkövetelő

## Fordítás
- Ez a szócikk részben vagy egészben  a(z)   730 című angol Wikipédia-szócikk ezen változatának fordításán alapul.  Az eredeti cikk szerkesztőit annak laptörténete sorolja fel. Ez a jelzés csupán a megfogalmazás eredetét és a szerzői jogokat jelzi, nem szolgál a cikkben szereplő információk forrásmegjelöléseként.